# Carlos César
Carlos Manuel Martins do Vale César (ur. 30 października 1956 w Ponta Delgada) – portugalski polityk, parlamentarzysta, działacz Partii Socjalistycznej (PS), przewodniczący rządu regionalnego Azorów w latach 1996–2012.

## Życiorys
Po rewolucji goździków organizował na Azorach oddział socjalistycznej młodzieżówki Juventude Socialista. Został również członkiem Partii Socjalistycznej. W 1975 podjął studia prawnicze na Uniwersytecie Lizbońskim. W 1978 pełnił funkcję zastępcy sekretarza stanu ds. administracji publicznej w portugalskim rządzie. W 1981 wybrany do regionalnego parlamentu Azorów, w 1987 uzyskał mandat posła do Zgromadzenia Republiki. Był radnym miejskim w Ponta Delgada i przewodniczącym zgromadzenia miejskiego w Fajã de Baixo, został również liderem socjalistów na Azorach.
W listopadzie 1996 objął urząd przewodniczącego autonomicznego rządu regionalnego Azorów. Reelekcję na to stanowisko uzyskiwał po wyborach regionalnych w 2000, 2004 i 2008, zajmując je do listopada 2012. Powoływany m.in. w skład Rady Państwa, organu doradczego prezydenta Portugalii, był także członkiem władz Zgromadzenia Regionów Europy.
W 2014 objął honorową funkcję przewodniczącego krajowych struktur Partii Socjalistycznej. W wyniku wyborów parlamentarnych w 2015 powrócił w skład Zgromadzenia Republiki. Powołany następnie w skład Rady Państwa, organu doradczego prezydenta Portugalii.
Ojciec polityka Francisca Césara.